# Herb Düsseldorfu
Herb Düsseldorfu przedstawia białą tarczę herbową, na której jest czerwony lew bez grzywy, z niebieską koroną i pazurami oraz rozdwojonym ogonem. Zwierzę trzyma niebieską kotwicę trzema łapami (dwoma przednimi i jedną tylną). 